# ایالت نیجر
ایالت نیجر (به لاتین: Niger State) یا به اختصار نیجر؛ یک ایالت در نیجریه و وسیع‌ترین ایالت این کشور است.

## خصوصیات
ایالت نیجر ۷۶٬۳۶۳ کیلومترمربع مساحت و ۳٬۹۵۰٬۲۴۹ نفر جمعیت دارد.